# Scott Durant
Scott David Durant (ur. 12 lutego 1988) – brytyjski wioślarz. Złoty medalista olimpijski z Rio de Janeiro.
Zawody w 2016 były jego pierwszymi igrzyskami olimpijskimi. Złoty medal zdobył w ósemce. Sięgał po dwa medale mistrzostw świata - srebro w dwójce ze sternikiem w 2014 i brąz w czwórce bez sternika w 2015. Ma w dorobku trzy medale mistrzostw Europy: złoto w 2015 czwórce bez sternika oraz brąz w 2014 i 2016 w ósemce.